# Atelier monetar roman

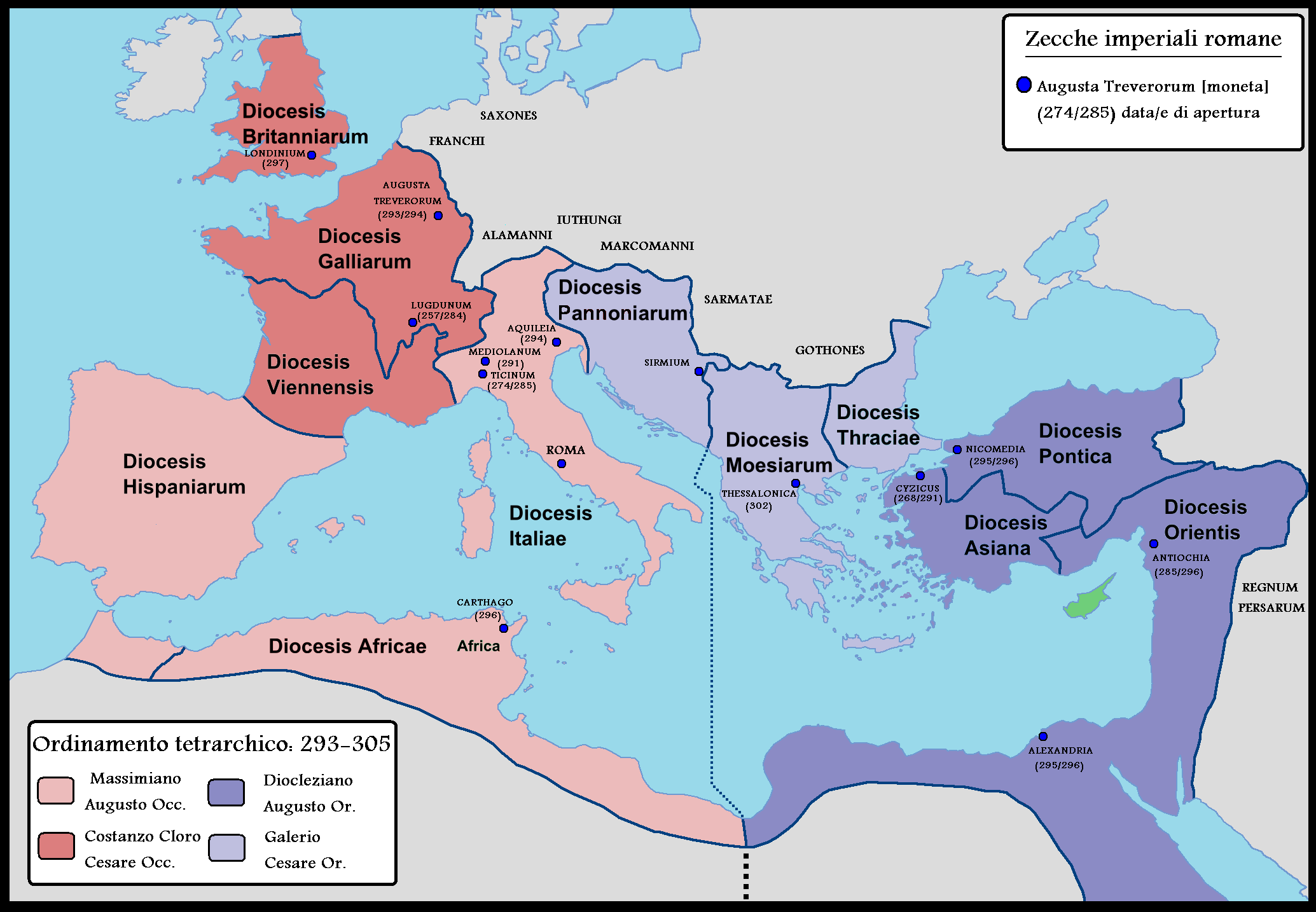
Ateliere monetare romane în timpul tetrarhiei (285 - 305)

Un atelier monetar roman era un atelier unde erau fabricate monede romane, în Roma antică.

## Implantarea atelierelor monetare romane
Sub Republica Romană, prima oficină de producere a monedelor apare în anul 290 î.Hr., pe Capitoliul din Roma, în Templul Iunonei Moneta (literal, „Iunona care avertizează”), de unde derivă, de altfel, cuvântul monedă. Responsabili de confecționarea monedelor sunt trei magistrați denumiți tresviri monetales. De-a lungul timpului, atelierul din Roma își va schimba amplasamentul, în numeroase rânduri.
În perioada republicană, centralizarea este regulă: doar Roma bate monedă romană. În mod excepțional, ateliere monetare mobile au însoțit armata, în cursul războaielor lui Sylla, Lucullus, Pompei în Orient, ori în războaiele civile declanșate de Iulius Caesar.
Sub Augustus, Senatul Roman emite monede din bronz (de unde marcajul lor SC = Senatus Consultum), atelierul imperial din Roma bate monede din aur și din argint. Crearea unui al doilea atelier monetar imperial important la Lugdunum (Lyon) este o excepție, care se oprește în anul 78. Explicația acestei excepții lugduneze se reduce la ipoteze: unii avansează nevoile masive de numerar din Galia nou cucerită, și cea mai populată dintre provincii. Mai probabil, șederea prelungită a lui Augustus în Galia, între 15 î.Hr. și 13 î.Hr., apoi apropiata prezență a armatei Rinului, angajată în campaniile din Germania, pot justifica crearea acestui atelier. Această centralizare nu exclude prezența unor mici ateliere municipale, îndeosebi în Spania, în Orient, și la Colonia Nemausa (azi Nîmes), pentru emiterea numerarului de bronz de slabă valoare, dar cu greutate ridicată (un sesterț din bronz cântărește circa 25 g.), și pentru uzul local. Aceste ateliere locale își încetează, în mod progresiv, activitatea, numărul lor trecând de la 161, în timpul lui Augustus la 8 în Ahaia și în Asia sub Galba.
Multiplicarea atelierelor monetare imperiale, locul de batere a monedelor, este un fenomen care apare târziu în Imperiul Roman. Criza Imperiului Roman în secolul al III-lea, militarizarea sa provoacă o primă descentralizare și multiplică atelierele în proximitatea zonelor militare, mari consumatoare de numerar, în timp ce inflația galopantă forțează oprirea ultimelor emisiuni în Orient.
Fapt marginal, mișcările de uzurpare creează ateliere efemere, ca Ambianum (Amiens), în timpul uzurpatorului Magnențiu, sau Rotomagus (Rouen), în timpul lui Allectus.
Reforma monetară întreprinsă de Dioclețian, începând din 294, provoacă un al doilea val de creare de ateliere monetare, patrulând diferitele provincii, cu excepția sectorului spaniol: Londinium, Cartagina, Aquileia, Thessalonica și Alexandria. În sfârșit, capitalele imperiale succesive ale Tetrarhiei văd deschiderea câtorva ateliere suplimentare.
Invaziile din secolul al V-lea au pus capăt activității atelierelor din Occident și din zona dunăreană.

## Funcționarea atelierelor monetare
Un atelier monetar este prevăzut cu una sau mai multe oficine, soi de post de producție. Pentru emiterea unei serii de monede, oficina gravează două matrițe, una pentru avers, cu profilul / efigia împăratului, uneori și o inscripție, cealaltă cu un motiv grafic și o inscripție, pentru revers, apoi bate cele două fețe. 
Materia primă brută, aur, argint, cupru, staniu pentru bronz provin din mine, îndeosebi din Hispania / Spania și din Dacia / Transilvania. Sursele de materii primă se epuizează, dar sunt reciclate prăzile de război din țările bogate. Și această sursă se epuizează, de exemplu după cucerirea Daciei, în 106. Deficitul de metale prețioase din timpul crizei monetare din secolul al III-lea este depășit la începutul secolului al IV-lea, prin confiscările efectuate pe seama templelor păgâne. În sfârșit, reciclarea continuă, prin retopirea monedelor colectate prin impozite, se practică pe larg.
Din ceea ce posedă numismații, calitatea fabricării monedelor este în ansamblu bună, în ciuda unor defecte de batere, care apar uneori:
- moneda este spartă și prezintă fisuri pe margine;
- motivul grafic este rău centrat, ori există decalaj între cele două fețe;
- relief mediocru din cauza uzurii matriței.

Tehnicile alierii cuprului și argintului sunt perfect stăpânite. Atelierele știu să bată fețe ale monedelor amestecând cupru în parte solidificat, și argint încă fluid, pentru obținerea unor monede cu suprafață argintată. În secolul al IV-lea, producția de solidi este îngrijit controlată înainte de emisiune, și atinge o precizie a greutății fiecărei piese de 1/10 gram.

## Moneda ca expresie imperială

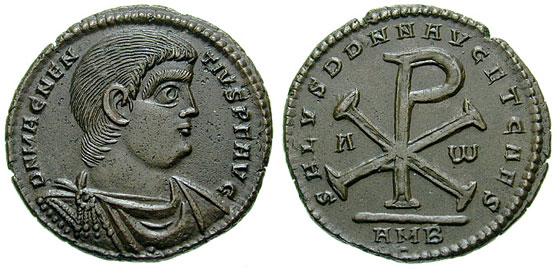
Magnentius (350-353) AD. Æ Dublu Centenionalis (8,88 grame) Monetăria din Ambianum (Amiens); avers: D N MAGNEN-TIVS P F AVG, bust drapat și cu armură spre dreapta; revers: SALVS DD NN AVG ET CAES, Α-Ω, Monograma lui Isus Hristos; în exergă: AMB (marca atelierului de monetărie).

În secolul al III-lea și în al IV-lea, multiplicarea donativum-ului acordat soldaților, la fiecare urcare pe tron a unui nou împărat sau la fiecare mare eveniment al domniei imperiale, face frecventă ocazia de emisiune de loturi de monede noi, ale căror reversuri sunt expresia propagandei imperiale. Temele lor sunt extrem de variate:
- celebrează victoriile, realizările sau virtuțile împăratului și uneori ale soției sale, sau ale fiului său considerat succesor;
- evocă o divinitate evident protectoare a împăratului: Apollo, Geniul Romei, Sol Invictus sub Aurelian, Jupiter, Hercule în timpul Tetrarhiei, Monograma lui Isus Hristos și Crucea pentru Constantin cel Mare și succesorii săi creștini;
- lansează adevărate slogane politice: CONCORDIA MILITVM „concordie între armate”, FIDES EXERCITVS: „fidelitatea armatei”, PAX AETERNA: „pace pentru totdeauna”, „pace eternă”.

## Mărcile de atelier

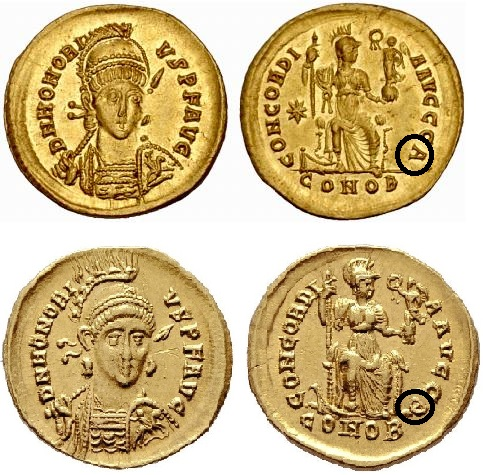
Doi solidi emiși sub Honorius identici bătuți la Constantinopol (având marca de atelier CONOB) cu literele oficinelor diferite (A, alpha sau Θ, theta).

Începând de la Aurelian, cu simboluri, apoi de la Dioclețian, mai explicit, cu abrevieri, în general, fiecare atelier marca reversul pieselor din producția sa cu abrevierea denumirii sale. Dacă erau mai multe oficine, ele erau precizate printr-o literă de clasament, latină sau grecească, precedând sau urmând marca atelierului, de exemplu A.L., B.L., C.L., D.L. pentru patru oficine din Lugdunum / Lyon, sau seria P, S, T, Q (abrevierile cuvintelor Prima, Secunda, Tertia, Quarta) pentru alte ateliere. Litera clasamentului putea să se găsească și în câmpul reversului, dreapta sau stânga, însoțită uneori de un simbol oarecare, cum ar fi o coroană de lauri, o ramură, o stea.
În secolul al IV-lea, mărcile de atelier devin mai complexe, cu folosirea unor prefixe sau sufixe. De exemplu, atelierul din Thessalonica (cu mărcile TS sau TES) folosește și:
- SMTS, unde S și M sunt inițialele sintagmei S[acra] M[oneta], cu alte cuvinte, „monedă de neatins (în integralitatea ei)”, în alți termeni, „ciuntirea interzisă”, iar TS, una din mărcile atelierului monetar de la Thessalonica;
- TESOB, unde TES este o marcă a monetăriei din Thessalonica, iar OB sunt primele două litere ale cuvântului din latină OB[ryziacus], „din aur pur”, marcă de certificare introdusă în diverse ateliere, în anul 368.[14] Cuvântul din latină obryziacus este un derivat al cuvântului obryzum[15], „aur rafinat, pur”.
- CONOB, unde CON este marcă a monetăriei din Constantinopol, iar OB[ryziacus], certificarea aurului pur. Este de la sine înțeles că marca OB nu este folosită decât pe solidi din aur.

### Alte marcaje
- Sub Republica Romană, Senatul promulga „Senatus Consulta”, cu sigla SC (decrete ale senatului) privitoare la proiectele de legi pe care i le prezenta un consul sau un pretor. Această siglă, SC, poate fi găsită și în exerga unor monede emise în timpul Imperiului.

## Lista atelierelor monetare romane
Atelierele monetare romane au cunoscut, uneori, întreruperi, potrivit situației politice locale. Tabelul de mai jos nu ține seamă de aceste întreruperi.
În Imperiul Roman târziu, atelierele monetare active erau următoarele:
| Atelier                                             | Provincia              | Date de activitate                                                         | Marca                                                                                        |
| Alexandria, Egipt                                   | Egipt                  | după 294                                                                   | AL, ALE, SMAL                                                                                |
| Ambianum (Amiens), Franța                           | Gallia Belgica         | de la 350 la 353                                                           | AMB                                                                                          |
| Antiohia                                            | Siria                  | înainte de 240 până în 611                                                 | AN, ANT, ANTOB, SMAN                                                                         |
| Aquileia                                            | Italia                 | după 294                                                                   | AQ, AQS, AVIL, AQOB, AQPS, SMAQ                                                              |
| Arelate (Arles), Franța                             | Gallia Narbonensis     | de la 313 la 475                                                           | A, AR, ARL, CON, CONST                                                                       |
| Barcino (Barcelona), Catalonia, Spania              | Hispania Tarraconensis | 409 - 411                                                                  | BA, SMBA                                                                                     |
| Camuldunum (Colchester), Anglia                     | Britannia              | 287 - 296                                                                  | C, CL                                                                                        |
| Carnuntum (azi în Austria)                          | Pannonia superior      | 260                                                                        | Efigii ale lui Regalianus și ale soției sale Sulpicia Dryantilla                             |
| Cartagina (Tunis), Tunisia                          | Africa                 | de la 296 la 311                                                           | K, KAR, KART, PK, PKΓ, PKΔ, PKA, PKB, PKP, PKS, PKT                                          |
| Colonia Claudia Ara Agrippinensium (Köln), Germania | Germania inferior      | de la 257 la 274                                                           | ?                                                                                            |
| Constantinopole (Istanbul), Turcia                  | Tracia                 | după 330                                                                   | C, CP, CON, CONS, CONSP, CONOB, COMOB                                                        |
| Colonia Patricia (azi Córdoba), Spania              | Hispania Baetica       |                                                                            |                                                                                              |
| Cyzicus, Turcia                                     | Asia                   | de la 260 la 475                                                           | CVZ, CVZIC, CVZICEN, K, SMK                                                                  |
| Heraclea Sintică (Rupite), Bulgaria                 | Tracia                 | de la 291 la închiderea atelierului de către Leon I                        | HERAC, HERACL                                                                                |
| Londinium (Londra), Anglia                          | Britannia              | după 294                                                                   | AVG, AVGOB, AVGPS, LON, PLN, PLON, MLL                                                       |
| Lugdunum (Lyon), Franța                             | Gallia Lugdunensis     | de la 15 î.Hr. la 78, de la 274 la 413                                     | L, LG, LVGD, LVGPS, PLG, LA, LB,PL, LP, SML                                                  |
| Mediolanum (Milano), Italia                         | Italia                 | de la 259 la 274; de la 291 la 327; de la 352 la 404 (?); de la 452 la 475 | MD, MED, MDOB, MDPS                                                                          |
| Mesambria, Bulgaria                                 | Tracia                 |                                                                            |                                                                                              |
| Nicomedia (Izmit), Turcia                           | Asia                   | după 294                                                                   | NIK, NIC, NICO, SMN                                                                          |
| Colonia Nemausa (Nîmes), Franța                     | Gallia Narbonensis     |                                                                            |                                                                                              |
| Ostia, Italia                                       | Italia                 | de la 308 la 313                                                           | OST, MOST                                                                                    |
| Ravenna, Italia                                     | Italia                 |                                                                            | RV                                                                                           |
| Roma                                                | Italia                 | 289 î.Hr.-40 î.Hr.; 20 î.Hr.-476                                           | R, RM, ROMA, VRB, ROM, RPRIMA, ROMOB                                                         |
| Rotomagus (Rouen), Franța                           | Gallia Belgica         | sfârșitul secolului al III-lea                                             |                                                                                              |
| Sardis / Sardes (azi în Turcia)                     | Asia                   |                                                                            |                                                                                              |
| Segóbriga (Saelices), Provincia Cuenca, Spania      | Hispania Tarraconensis |                                                                            |                                                                                              |
| Sirmium (Sremska Mitrovica), Serbia                 | Pannonia inferior      | de pe la 260 la 395                                                        | SIRM, SIROB, SM                                                                              |
| Siscia (Sisak), Croația                             | Moesia                 | de pe la 260 la 387                                                        | ASIS, SIS, SISC, SISCPS                                                                      |
| Serdica (Sofia), Bulgaria                           | Tracia                 | de la 303 la 308 și de la 313 la 314                                       | SER, SERD, SD, SMSD                                                                          |
| Thessalonica (Salonic), Grecia                      | Macedonia              | după 294                                                                   | SMTS, TS, TES, TESOB, THS, THSOB                                                             |
| Ticinum (Pavia), Italia                             | Italia                 | de la? la 326                                                              | T, TT, PT, ST, BT, QT                                                                        |
| Tomis (Constanța), România                          | Moesia Inferior        | de la? ... la?                                                             | TOM                                                                                          |
| Colonia Augusta Trevorum (Trier), Germania          | Germania inferior      | de la 291 la 430                                                           | TRE, TROB, TR, ATR, STR, BTR, IITR, PTR, PTRE, SMTR, SMTRP, SMTRS, TRB, TRS, TRP, TROB, TRPS |
| Tripoli, Liban                                      | Siria                  | la Templul lui Aurelian                                                    | ?                                                                                            |
| Viminacium (Kostolac), Serbia (în română Caștelu)   | Moesia Superior        | de la 239 la cca 268                                                       | COL, VIM                                                                                     |

## Referinte si note
1. ↑  Templul Iunonei Moneta a fost distrus în timpul uriașului incendiu pus la cale de Nero, în anul 64.
2. ↑  Depeyrot, 2006, pp. 15-16.
3. ↑  Depeyrot, 2006, pp. 27-28.
4. 1 2  Depeyrot, 2006, p. 36.
5. ↑  Anne-Catherine Le Mer, Claire Chomer, Carte archéologique de la Gaule, Lyon 69/2, p. 225
6. ↑  Depeyrot, 2006, p. 38.
7. ↑  Ahaia era numele provinciei romane formate în anul 146 î.Hr. de Augustus, care cuprindea Grecia de la sud de Thesalia.
8. ↑  Depeyrot, 2006, p. 43.
9. ↑  293 – 297
10. ↑  Depeyrot, 1987, p. 36.
11. ↑  Depeyrot, 1987, p. 37.
12. ↑  Sub Imperiul Roman, un donativum (în latină donativum) este o recompensă excepțională acordată unui corp de trupă, în general echivalentă cu solda pe mai mulți ani. Vd. G. Guțiu, Dicționar latin - român, p. 370; Rodica Ocheșanu, Liliana Macarie, Sorin Stati, N. Ștefănescu, Dicționar latin - romîn, 1962.
13. ↑  Depeyrot, 2006, p. 162.
14. ↑  Depeyrot, 2006, p. 172.
15. ↑  Plinius 33, 3: Auri experimento ignis est, ut simili colore rubeat quo ignis: atque ipsum obryzum vocant.
16. ↑  Depeyrot, 2006, pp. 162-163.
17. ↑  Pat Southern, The Roman Empire: from Severus to Constantine, p. 70.
18. ↑  Sub uzurpatorul Regalianus
19. ↑  RIC, Gallienus, V 49; MIR 36, 874l; RSC 1062.
20. ↑  RIC V 127; Mairat 466; AGK 11b; Braithwell 181.
21. ↑  Cyzic / Cizic (în greacă Κύζικος / Kýzikos) era o cetate greacă din Mysia, pe Propontida (actuala Mare Marmara). A fost întemeiată de grecii ionieni. Azi, este localitatea turcească Kapu Dagh.
22. 1 2 3 4 5  Maila Chiaravalle, La produzione delle zecche di Milano e di Ticinum, p. 47.
23. ↑  În timpul lui Allectus (293 – 297).
24. ↑  Adriano Savio, Monete romane, p. 201.